# Jan Weincke
Jan Weincke (født 30. april 1945 i København) er en dansk filmfotograf. Siden Kundskabens træ i 1981 har han filmet en række af Nils Malmros' film, senest Sorg og Glæde. Derudover har han blandt andet filmet Zappa, Tro, håb og kærlighed og Sort høst.
Med Dirk Brüel og Andreas Fischer-Hansen har han skrevet bogen Fotografens øje: Dansk filmfotografi gennem 100 år udgivet i 2009.
I 1983 fik han en Æres-Bodil for fotograferingen af Kundskabens Træ og Zappa.
Han har desuden instrueret nul-klip videoen med gruppen Danser med Drenge, "Hvorlænge vil du ydmyge dig?" fra gruppens debutalbum i 1993.